# Jessa Rhodes
Jessa Rhodes (Oregón, 29 de junio de 1993) es el nombre artístico de una ex-actriz pornográfica estadounidense.

## Premios y nominaciones
| Año  | Ceremonia    | Resultado | Categoría                                                               | Trabajo                  |
| ---- | ------------ | --------- | ----------------------------------------------------------------------- | ------------------------ |
| 2014 | Premios AVN  | Nominada  | Mejor escena de sexo lésbico en grupo (con Samantha Saint y Anna Morna) | Bikini Outlaws           |
| 2014 | Premios AVN  | Nominada  | Mejor actriz revelación                                                 | —                        |
| 2014 | Premios AVN  | Nominada  | Mejor actriz de reparto                                                 | Bikini Outlaws           |
| 2014 | Premios XBIZ | Nominada  | Mejor actriz revelación                                                 | —                        |
| 2014 | Premios XBIZ | Nominada  | Mejor escena de sexo en película vignette (con Tyler Nixon)             | Family Business          |
| 2014 | Premios XRCO | Nominada  | Mejor actriz revelación                                                 | —                        |
| 2015 | Premios AVN  | Nominada  | Mejor escena POV de sexo (con Danny Mountain)                           | Girlfriend Experience    |
| 2015 | Premios AVN  | Nominada  | Mejor actriz de reparto                                                 | Second Chances           |
| 2015 | Premios XBIZ | Nominado  | Artista femenina del año                                                | —                        |
| 2015 | Premios XBIZ | Ganadora  | Mejor actriz de reparto                                                 | Second Chances           |
| 2015 | Premios XBIZ | Nominada  | Mejor escena de sexo en película lésbica (con Nikki Hearts)             | Secret Life of a Lesbian |